# إيرباص إيه 330
إيرباص أيه 330 طائرة نقل ركاب تجاري للمسافات المتوسطة، صممت من قبل الصانع الأوروبي إيرباص. تم تصنيعها بالتوازي مع مشروع طائرة الإيرباص إيه 340 ذات الأربعة محركات. وهي تسيطر على أسواق هذا الصنف من الطائرات الثنائية المحرك.
تشترك الإيرباص إيه 340 مع هذه الطائرة في الجسم والأجنحة، كما يشبه جسمها إلى حد كبير جسم الإيرباص إيه 300، كما أن قمرة القيادة تعد نسخة عن الموجودة بالإيرباص إيه 320.
تم تقديم الطائرة علانية للمرة الأولى في 31 مارس 1992. وهي متوفرة في 3 طرازات هي A330-200 ،A330-300 ،A330 MRTT.
في مايو 2006، تم طلب مجموع 574 A330 وتم تسليم 413 طائرة منها.[بحاجة لمصدر]
مواصفات الطائرة
طاقم القيادة :طيارين
الطول :58.80 متر
طول الاجنحة:60.30 متر
الارتفاع:17.40 متر
الوزن عند الإقلاع:230 طن
الركاب:253-293 راكب
السرعة القصوى:880 كم/ساعة
مدى التحليق:12500-10500 كم

## معرض صور

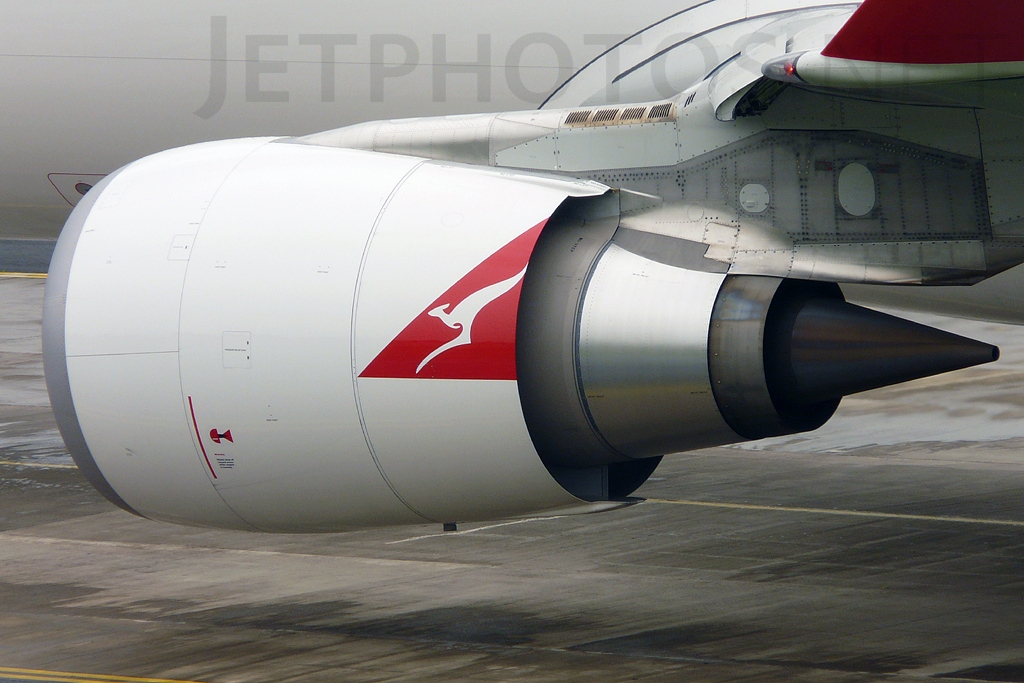
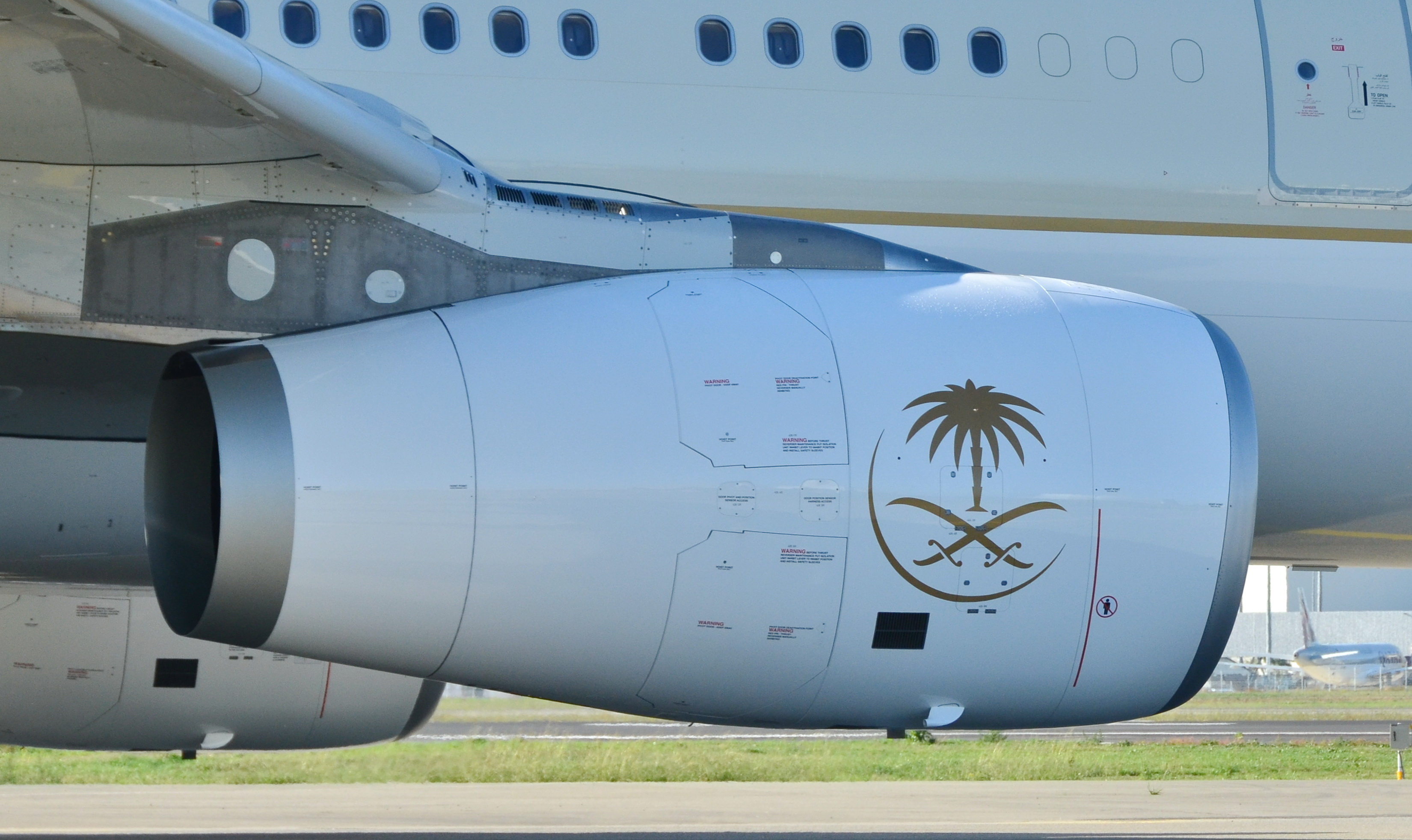
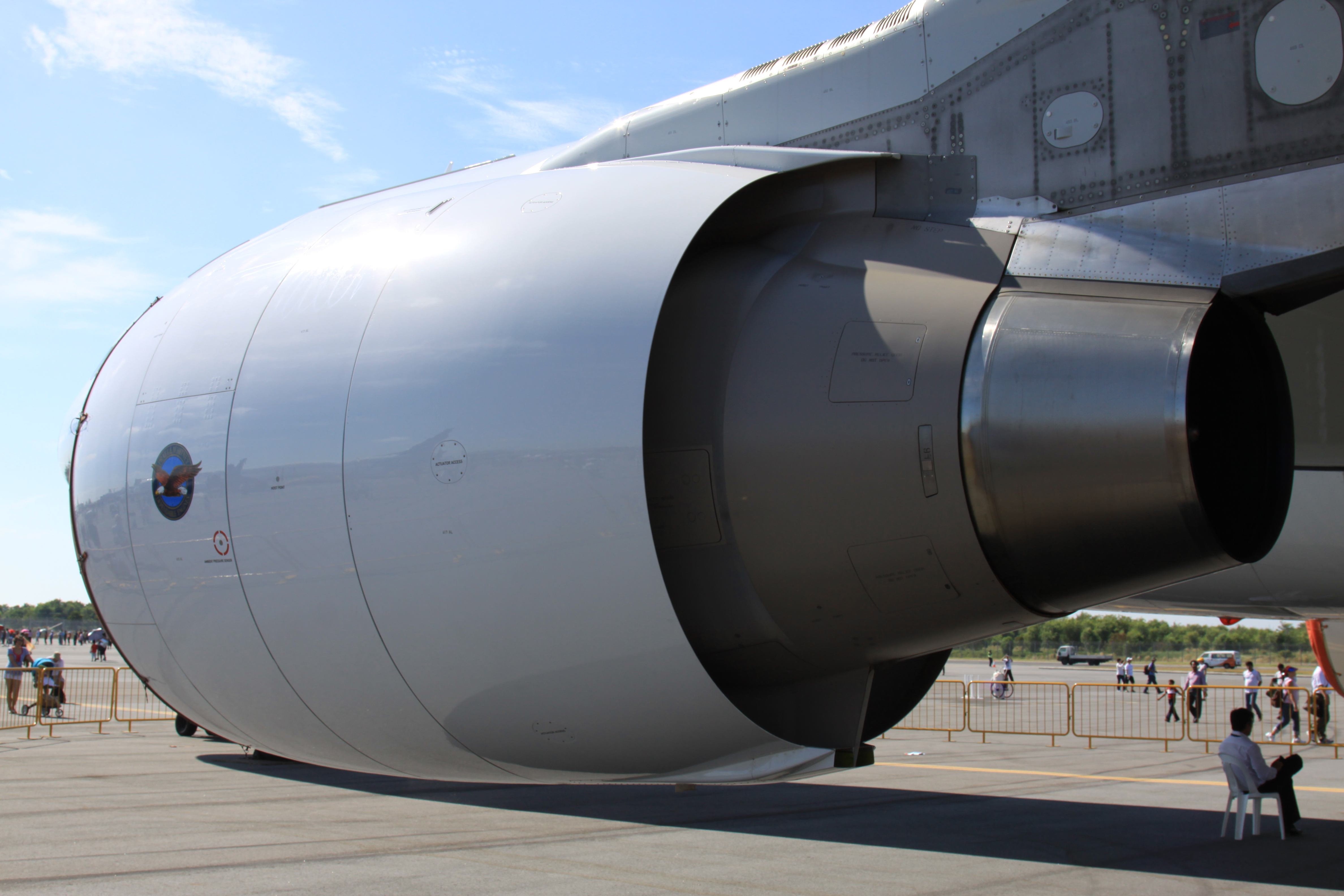

## الطلبيات والتسليمات
|                       | الطلبيات | الطلبيات | التسليمات | التسليمات | التسليمات | التسليمات | التسليمات | التسليمات | التسليمات | التسليمات | التسليمات | التسليمات | التسليمات | التسليمات | التسليمات | التسليمات | التسليمات | التسليمات | التسليمات | التسليمات | التسليمات | التسليمات | التسليمات | التسليمات |
| Type                  | المجموع  | التراكم  | المجموع   | 2013      | 2012      | 2011      | 2010      | 2009      | 2008      | 2007      | 2006      | 2005      | 2004      | 2003      | 2002      | 2001      | 2000      | 1999      | 1998      | 1997      | 1996      | 1995      | 1994      | 1993      |
| --------------------- | -------- | -------- | --------- | --------- | --------- | --------- | --------- | --------- | --------- | --------- | --------- | --------- | --------- | --------- | --------- | --------- | --------- | --------- | --------- | --------- | --------- | --------- | --------- | --------- |
| إيرباص أيه 330-200    | 576      | 72       | 504       | 23        | 37        | 40        | 32        | 38        | 49        | 42        | 39        | 29        | 25        | 19        | 36        | 16        | 27        | 40        | 12        |           |           |           |           |           |
| إيرباص أيه 330-200 أف | 44       | 21       | 23        | 6         | 8         | 4         | 5         |           |           |           |           |           |           |           |           |           |           |           |           |           |           |           |           |           |
| إيرباص أيه 330-300    | 635      | 161      | 474       | 34        | 56        | 43        | 50        | 38        | 23        | 26        | 23        | 27        | 22        | 12        | 6         | 19        | 16        | 4         | 11        | 14        | 10        | 30        | 9         | 1         |
| المجموع               | 1,255    | 254      | 1,001     | 63        | 101       | 87        | 87        | 76        | 72        | 68        | 62        | 56        | 47        | 31        | 42        | 35        | 43        | 44        | 23        | 14        | 10        | 30        | 9         | 1         |